# Scoat Fell
Das Scoat Fell ist ein Berg im Lake District, Cumbria, England. Die Ordnance Survey teilt den Gipfel des Scoat Fell in Great Scoat Fell und Little Scoat Fell. Little Scoat Fell ist mit 841 m das höhere aber kleinere der beiden Gipfelplateaus. Das Great Scoat Fell Gipfelplateau ist nur 802 m hoch.
Das Scoat Fell liegt am Kreuzungspunkt zweier Gebirgskämme. Von Süden trifft ein Kamm, der aus Red Pike und Yewbarrow auf das Scoat Fell. Nach Osten setzt sich der Gebirgskamm zum Pillar und nach Westen zum Haycock fort. Das Scoat Fell fällt nach Süden über den Steeple zum Ennerdale-Tal ab.
Aufstiegsmöglichkeiten auf den Scoat Fell ergeben sich über die beiden Gebirgskämme, aber auch direkt vom Wast Water entlang des Nether Beck sowie von Ennerdale ausgehend vom Deep Gill.
Der Scoat Tarn liegt an der Südflanke des Scoat Fell unterhalb des Red Pike.